# Peire de Maensac
Peire de Maensac, surnommé le « plaisant compagnon », est un seigneur et troubadour auvergnat de langue occitane du début du XIIIe siècle.

## Biographie
« Peire de Maensac si fo d'Alvernhe, de la terra del Dalfin, paupres cavaliers [...] »

— Jehan le Favre, Chabaneau 58

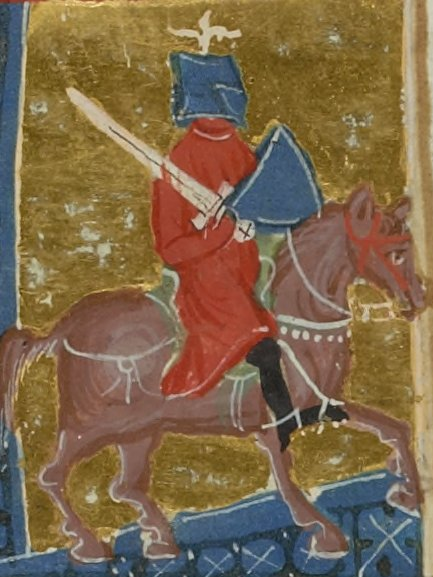
Peire de Maensac (enluminure du XIIIe siècle).

Il est originaire de Maensac, village de Basse-Auvergne. Pour le linguiste Jean-Pierre Chambon il serait originaire du village de Moissat, pour Albert Dauzat et d'autres, du bourg combraillais de Manzat, ou encore, pour d'autres auteurs de Mainsat.
Ce lieu était dans tous les cas situé dans les terres du Dauphin d'Auvergne, Robert IV. Il est issu de la petite noblesse locale mais ses talents littéraires lui permettent de s'insérer au sein de cours plus prestigieuses. Il fait partie de l'importante cour littéraire que tient le comte Dalfin d'Auvèrnha à Montferrand.
Son frère Astorgue était également un troubadour mais dont les textes ont disparu. Les deux frères convinrent que le premier Astorgue, garderait le château et le fief tandis que le second se verrait devenir inventor, c'est-à-dire troubadour.
Il écrivit des poèmes à la femme du seigneur Bernart de Tierci. Il est raconté dans sa vida que les chants de Peire lui permirent de charmer cette dernière. Peire l'enleva et tous deux s'enfuirent d'un commun accord au château du Dauphin. Robert défendit son château contre les attaques de Bernart de Tierci, ce dernier, vaincu, ne put jamais revoir sa femme.
Il écrivit plusieurs chansons d'amour courtois avec « rimes plaisantes ».